# Merom
Merom – кодове ім'я ядра різноманітних мікропроцесорів компанії Intel, що випускалися під брендами Core 2 Duo, Core 2 Solo, Pentium Dual-Core та Celeron з 2006 по 2009 рік. Це був перший мобільний процесор, заснований на мікроархітектурі Core. Він замінив собою удосконалену архітектуру P6 ядра Yonah, що раніше застосовувалася у процесорах Pentium M. Merom має код продукта 80537, яким також позначаються процесори із ядрами Merom-2M та Merom-L, що є дуже схожими, але мають менший за розміром кеш L2. Merom-L мав лише одне ядро і відмінний ідентифікатор моделі (CPUID). Версія Merom для настільних комп'ютерів має кодове ім'я Conroe, версія для серверів – Woodcrest. В подальшому, Merom був замінений ядром Penryn.
Ядра Merom мали площу кристалу 143 мм2 і складалися із 291 мільйону транзисторів.
"Merom" на івриті означає деякий вищий ступінь буття або рівень небес. Зокрема, "BaMerom" можна перекласти як "на небесах" (також див. Список кодових імен продукції Intel). Таке ім'я процесору дала команда Intel з міста Хайфи, Ізраїль, яка його спроектувала.

## Опис
| Процесор       | Бренд                 | Моделі (список) | Ядра | кеш L2       | Роз'єм                   | TDP       |
| -------------- | --------------------- | --------------- | ---- | ------------ | ------------------------ | --------- |
| Merom-L        | Mobile Core 2 Solo    | U2xxx           | 1    | 2 МіБ        | BGA479                   | 5,5 Вт    |
| Merom-2M       | Mobile Core 2 Duo     | U7xxx           | 2    | 2 МіБ        | BGA479                   | 10 Вт     |
| Merom          | Mobile Core 2 Duo     | L7xxx           | 2    | 4 МіБ        | BGA479                   | 17 Вт     |
| Merom Merom-2M | Mobile Core 2 Duo     | T5xxx T7xxx     | 2    | 2-4 МіБ      | Socket M Socket P BGA479 | 35 Вт     |
| Merom          | Mobile Core 2 Extreme | X7xxx           | 2    | 4 МіБ        | Socket P                 | 44 Вт     |
| Merom          | Celeron M             | 5x0             | 1    | 512 КіБ      | Socket M Socket P        | 30 Вт     |
| Merom-L        | Celeron M             | 5x0             | 1    | 512 КіБ      | Socket M Socket P        | 27 Вт     |
| Merom-2M       | Celeron M             | 5x5             | 1    | 1024 КіБ     | Socket P                 | 31 Вт     |
| Merom-L        | Celeron M             | 5x3             | 1    | 512-1024 КіБ | BGA479                   | 5,5-10 Вт |
| Merom-2M       | Celeron Dual-Core     | T1xxx           | 2    | 512-1024 КіБ | Socket P                 | 35 Вт     |
| Merom-2M       | Pentium Dual-Core     | T2xxx T3xxx     | 2    | 1 МіБ        | Socket P                 | 35 Вт     |

## Різновиди

### Merom
Merom є першою мобільною версією процесора Core 2. Офіційно він був випущений 27 липня 2006 року, але його негласне постачання виробникам комп'ютерів розпочалося ще з середини липня, так само як і Conroe. Merom став основною лінійкою мобільних процесорів Intel і за своєю функціональністю був аналогічним до Conroe, але з акцентом на знижене енергоспоживання для збільшення тривалості роботи ноутбуків від батареї. Merom став першим мобільним процесором Intel який підтримував архітектуру Intel 64. Тести виявили, що у порівнянні з Core Duo на ядрі Yonah, процесор Core 2 Duo на ядрі Merom мав трохи більшу продуктивність в задачах пов'язаних із 3D рендерингом та кодуванням мультимедійних даних, і при цьому він забезпечував таку саму тривалість роботи від батареї. При цьому, виходячи з офіційно заявленого рівня TDP, максимальна потужність енергоспоживання у процесорів на ядрі Merom є дещо більшою ніж у ядер Yonah із аналогічними характеристиками.
Перша версія Merom була від самого початку сумісною із обчислювальною платформою Napa (Centrino) для Core Duo, потребуючи не більше ніж оновлення BIOS на материнській платі. Вона мала схожий тепловий пакет у 34 Вт і таку саму швидкість шини FSB – 667 MT/с. Ядро Merom має 4 МіБ кешу L2, половину якого було відключено у процесорах серії T5xx0. Версія Merom, що від самого початку оснащувалася 2 МіБ кешу L2, мала ім'я Merom-2M і була випущена у перших кварталах 2007 року, як аналог Allendale. Ядро Merom-2M має степінги L2 та M0. Воно також використовувалося у процесорах із наднизькою робочою напругою (ULV-клас процесорів Core 2 Duo).
9 травня 2007 року розпочався випуск другої хвилі процесорів Merom, що мали шину FSB зі швидкістю 800 MT/с і використовували новий роз'єм Socket P. Вони є частиною платформи Santa Rosa. Крім того, в той день були також випущені версії процесорів із низькою робочою напругою.

### Merom XE
На ядрі Merom XE виготовлялися процесори під брендом Core 2 Extreme Mobile, призначені до застосування у мобільних комп'ютерах. Їх було випущено у вигляді двох моделей X7900 та X7800 із частотою шини FSB 533 MT/с.
Модель X7800 представлена 16 липня 2007 року. Цей процесор працює на тактовій частоті 2,6 ГГц, а його тепловий пакет становить 44 Вт. Для роботи він потребує нової платформи Intel Centrino Santa Rosa. На момент виходу вартість X7800 становила $851 для OEM постачальників.
Модель X7900 із частотою 2,8 ГГц було представлено 22 серпня 2007 року. Цей процесор використовувався у найбільш потужних конфігураціях комп'ютерів iMac, що були випущені 7 серпня 2007 року.

### Merom-2M
Мобільну версію процесора Allendale для настільних ПК часто називають Merom-2M, щоб підкреслити зменшений розмір кешу L2 (2 МіБ). Деякі процесори моделей T5xxx і T7xxx виготовлялися як із ядром Merom так і Merom-2M. Відокремити їх можливо тільки за допомогою номерів степінгу. 
Процесори Merom-2M випускалися під брендами Core 2 Duo, Pentium Dual-Core та Celeron M.

### Merom-L
Процесор Merom-L базується на тій самій моделі, що і Conroe-L, але застосовується у мобільних системах із сокетами Socket M та Socket P під брендами Celeron (серія 5xx) та Core 2 Solo (серія U2xxx). У деяких з них можуть використовуватися звичайні чипи Merom та Merom-2M із одним вимкненим ядром, що помітно їх відрізняє від справжніх ядер Merom-L, які мають лише 1 МіБ кешу L2 і єдине ядро. Їх CPUID – сімейство 6 модель 23 (10661h), що є проміжним значенням між Merom та Penryn.
Перші процесори Core 2 Solo випущені у 3 кварталі 2007 року. Вони були представлені моделями U2100 та U2200, що працювали на тактових частотах 1,06 та 1,2 ГГц, відповідно. Обидва мали шину FSB із частотою 533 MT/с і відносилися до процесорів Intel класу ULV, вимагаючи для роботи лише 5 Вт. Як і решта процесорів лінійки Core 2, вони були здатні працювати із 64-бітними інструкціями. В них передбачено роботу у першу чергу на платформі Napa, оскільки їх сумісність із більш новою платформою Santa Rosa викликає занепокоєння через потенційні проблеми із енергоспоживанням.